# Association Sportive Manu-Ura
La Association Sportive Manu-Ura es un club de fútbol de la ciudad de Papeete, en la Polinesia Francesa. Juega en la Primera División, certamen que ganó en 5 ocasiones, siendo uno de los equipos más ganadores de su país.

## Futbolistas

### Plantilla 2018
Tabla actualizada al 9 de marzo de 2018.

## Palmarés
- Primera División de Tahití (5): 1996, 2004, 2007, 2008 y 2009.

- Copa de Tahití (3): 2003, 2005 y 2009.

- Supercopa de Tahití (1): 2008.

- Copa de Territorios Franceses del Pacífico (2): 1996 y 2004.

## El equipo dentro de la estructura del fútbol francés
- Copa de Francia: 3 apariciones

2003/04, 2005/06, 2009/10